# Sydney Opera House

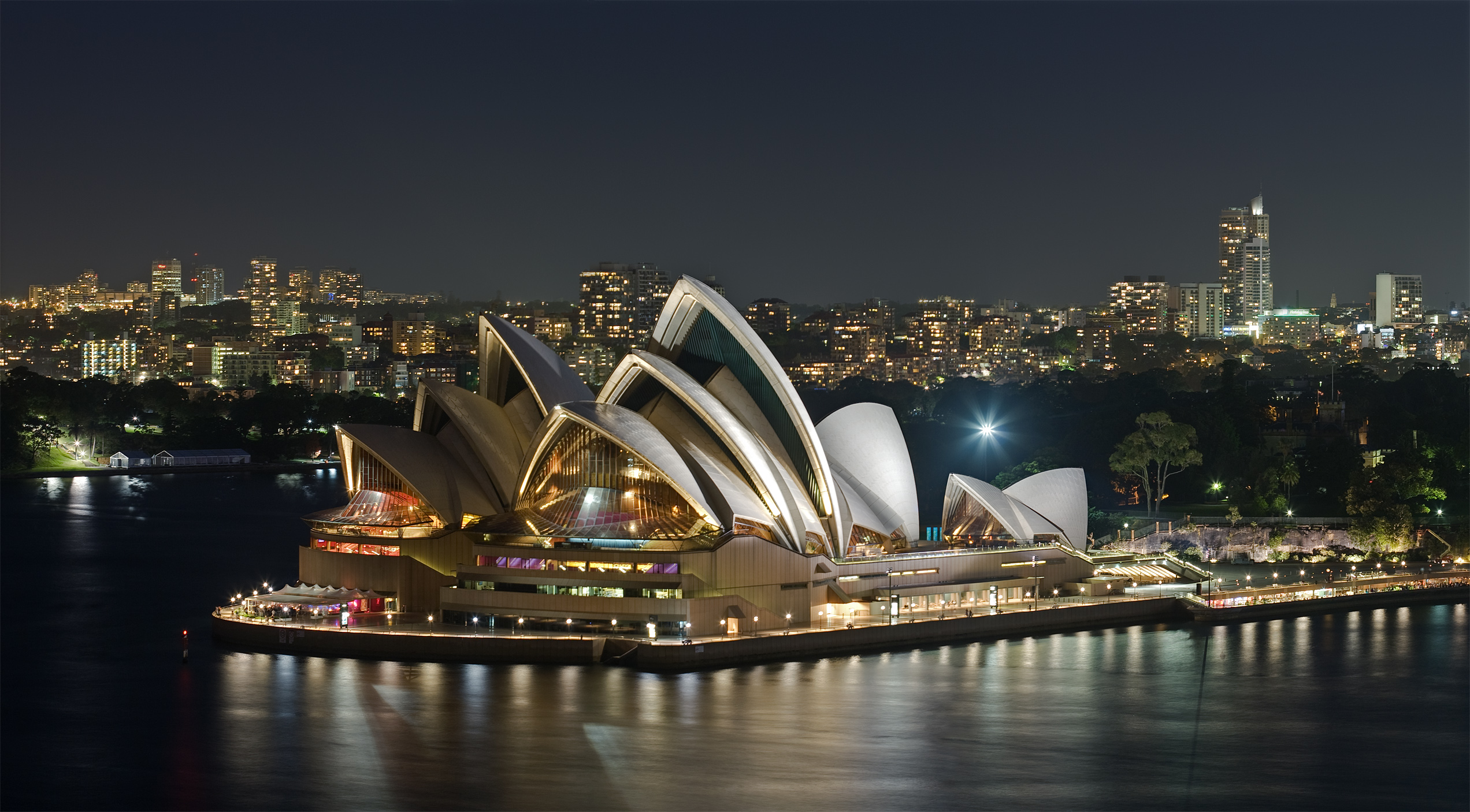
Het Opera House in de avond, met de Royal Botanic Gardens in de achtergrond

Het Sydney Opera House is een gebouw voor opera en andere podiumkunsten (muziek, dans, theater) in de Australische stad Sydney. Het is de thuisbasis van het Sydney Symphony Orchestra. Het is ontworpen door de Deense architect Jørn Utzon en werd op 20 oktober 1973 geopend. Het staat sinds 2007 op de UNESCO-Werelderfgoedlijst. Het gebouw is symbool van Sydney geworden, net als de Eiffeltoren voor Parijs. Het werd ook genomineerd voor de verkiezing van de New 7 Wonders of the World.

## Geschiedenis

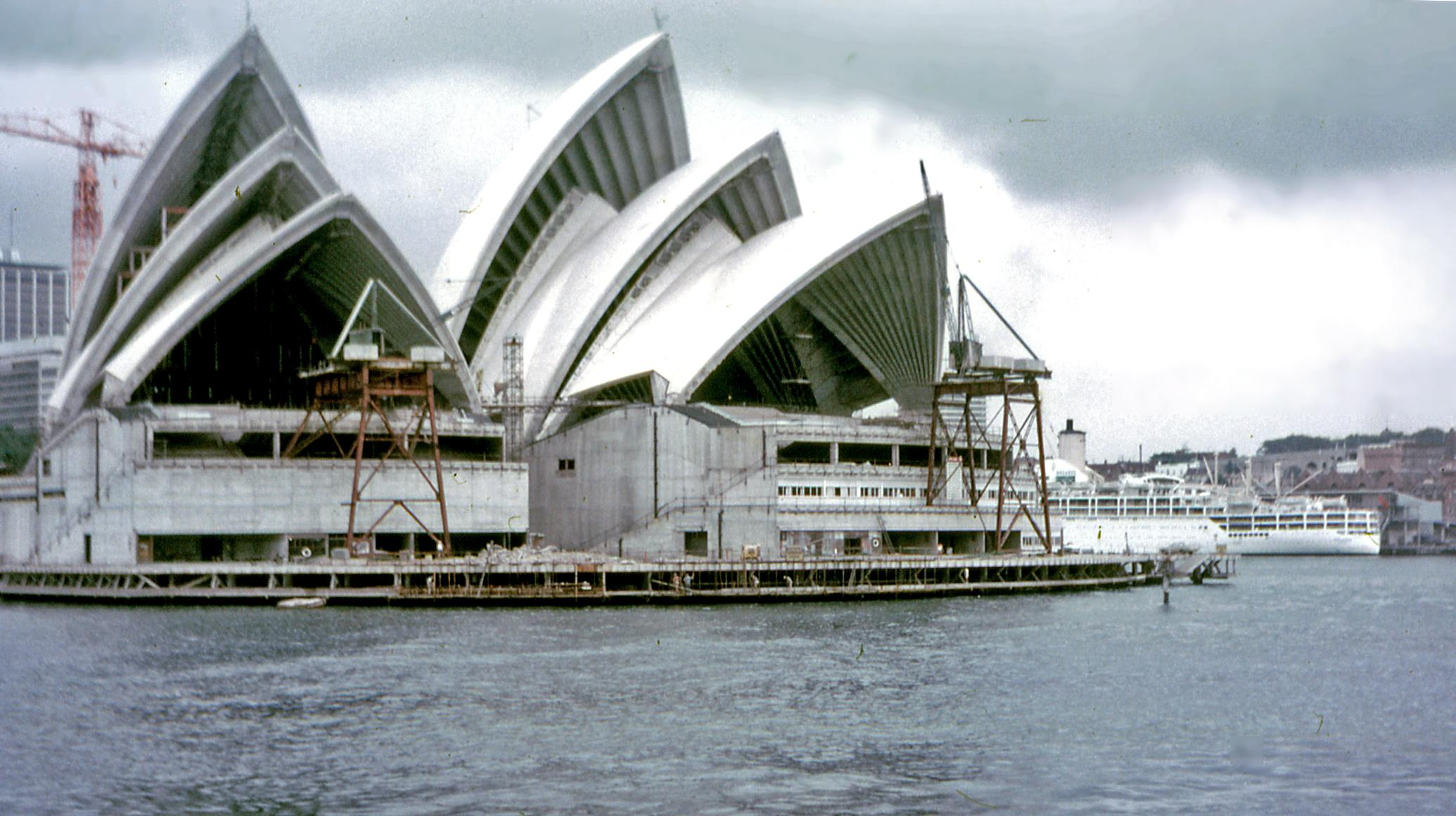
Het operagebouw in aanbouw in 1968

Het plan om het Sydney Opera House aan de haven van Sydney te bouwen, ontstond in 1955. Er werd een internationale architectuurwedstrijd voor uitgeschreven. Jørn Utzon won de wedstrijd met dit ontwerp; hij zou het ontwerp in één keer zonder meetlat of rekenmachine vanuit de hand hebben getekend. Utzon hield veel van zeilen. Dit gebouw zou zijn liefde voor de zeilsport symboliseren omdat de daken niet alleen op schelpen lijken maar ook op de zeilen van een groot zeilschip.
Het werd in 1973 geopend door koningin Elizabeth II, veertien jaar nadat met de bouw begonnen werd. Het Opera House ligt op de Bennelong Point, aan de rand van een haven waar voorheen een tramremise lag. Het gebouw bevat niet alleen een operazaal maar ook nog drie andere soorten zalen: concertzalen, restaurants en bars. Men rekent dit werk tot het expressionisme.
De bouw leverde enige problemen op maar ging uiteindelijk toch door. Utzon is echter tijdens het bouwproces afgehaakt en daarna nooit meer in het gebouw geweest. Oorspronkelijk had men de bouw geraamd op 3,5 miljoen Australische ponden ($ 7 miljoen) en de opleverdatum op 26 januari 1963 (Australia Day). Het project werd dus tien jaar te laat opgeleverd, terwijl de uiteindelijke kosten $102 miljoen waren, waarmee het budget meer dan veertien keer werd overschreden.
Het Sydney Opera House werd op 28 juni 2007 aan de Werelderfgoedlijst van UNESCO toegevoegd. Hiermee is Jørn Utzo de tweede architect van wie een gebouw nog tijdens zijn leven aan deze lijst werd toegevoegd, na de Braziliaan Oscar Niemeyer.
In mei 2009 ontwierp de Britse muzikant Brian Eno een audio-visuele installatie die geprojecteerd wordt op het operagebouw. 77 Million Paintings is de naam van het steeds wisselende kleur- en vormexperiment.

## Beschrijving

### Buitenkant

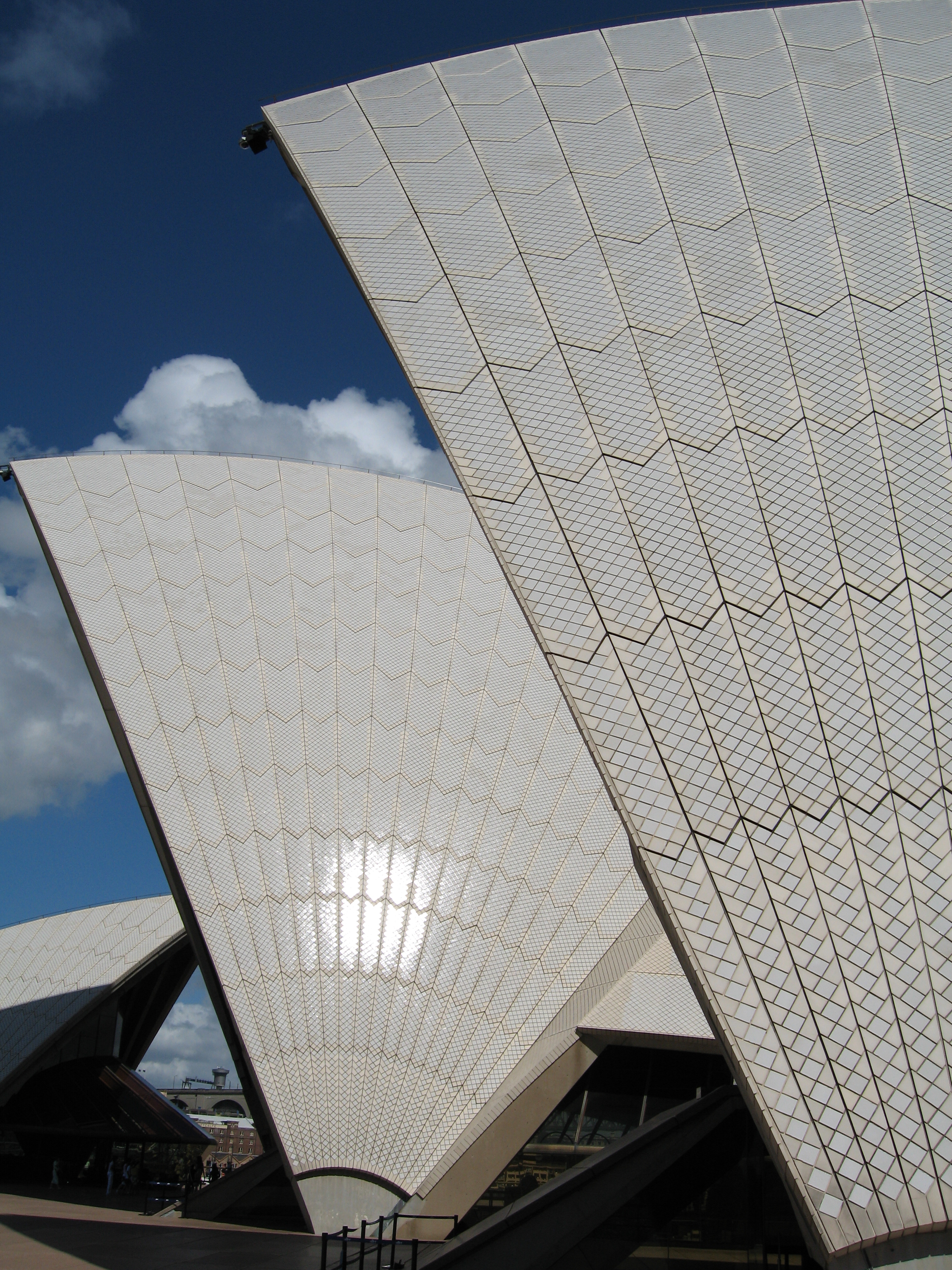
Detail van het dakprofiel

Het dak bestaat uit 1.056.000 tegeltjes in wit- en grijstinten, die speciaal uit Zweden geïmporteerd zijn. De tegels zijn in een bepaald patroon neergelegd. Onder de tegels zitten ribben die onderling zijn verbonden met kabels met daartussen een soort betonnen deksels. Bij de openingen van de schelpen zijn de ribben niet afgedekt met tegels of beton, maar met glas.
De daken zijn tegelijk ook de muren en staan op een platform. Er is een trap naar het platform waarop men kan lopen; tevens kan er beneden om het hele gebouw worden gelopen.
De oplossing om het geheel constructief mogelijk te maken, zag het levenslicht toen de architect Jørn Utzon een sinaasappel aan het schillen was. Hij zag dat, hoe je de sinaasappel ook pelde, de geometrische vorm van de schillen in principe altijd gelijk bleef, maar de uiteindelijke vorm er toch anders uit kon zien.
Bij de ingang bevinden zich de monumentale trap en het voorplein. Hier worden openluchtfilms vertoond en gratis optredens gehouden.

### Binnenkant
Het Opera House heeft meer dan duizend verschillende ruimtes. De belangrijkste zalen zijn:
- De Concert Hall met 2.679 plaatsen. Hier vinden culturele activiteiten plaats, zoals uitvoeringen van klassieke muziek, opera, popconcerten en modeshows. In de concerthal staat een van de grootste orgels ter wereld, The Grand Organ, met meer dan 10.000 pijpen.
- Het Opera Theatre met 1.547 stoelen. Dit is het basistheater en hier worden vaak grote opera’s en balletvoorstellingen opgevoerd.
- Drama Theatre met 544 zitplaatsen.
- De speelzaal is voor kleine muziek- en theaterstukken en heeft 398 stoelen.
- Studio met 364 plaatsen.
- Expositieruimte waar men kan rondlopen; er zijn dus geen vaste zitplaatsen.
- De repetitieruimte waar de spelers kunnen oefenen, is ook een opnamestudio waar een heel symfonieorkest in past.

In de theater- en operazalen zijn de muren en het plafond zwart, zodat de aandacht op het podium wordt gericht. Het Opera House heeft ook nog zes cafés en vier restaurants.